# Кашира (городской округ)
Каши́ра — административно-территориальная единица (город областного подчинения с административной территорией), в границах которой создано муниципальное образование городской округ Кашира — городской округ на юге Московской области России.
До 2015 года его территорию занимал Каши́рский район.

## География
Площадь городского округа составляет 646,09 км², граничит с городскими округами Ступино, Зарайск, Коломна и Серебряные Пруды Московской области, а также с Тульской областью.
Основная река — Ока.

## История
11 октября 2015 года Каширский муниципальный район был упразднён, а все входившие в его состав городские и сельские поселения были объединены в единое муниципальное образование  — городской округ Кашира.
8 декабря 2015 года город Кашира отнесён к городам областного подчинения; Каширский район как административно-территориальная единица области был упразднён: вместо него образована новая административно-территориальная единица — город областного подчинения Кашира с административной территорией При этом 16 ноября 2015 года город Ожерелье был упразднён и включён в городскую черту Каширы.
24 числа 2023 года ЧВК Вагнер вошла на территорию городского округа, но в тот же день вывела войска.

## Население
| 2016    | 2017    | 2018    | 2019    | 2020    | 2021    | 2023    |
| ------- | ------- | ------- | ------- | ------- | ------- | ------- |
| 66 842  | ↘66 112 | ↘65 380 | ↘64 417 | ↘63 576 | ↗67 024 | ↘66 371 |
| 2024    |         |         |         |         |         |         |
| ↘65 747 |         |         |         |         |         |         |

### Урбанизация
В городских условиях (Кашира) проживают 67,76 % населения городского округа.

## Населённые пункты
В городской округ входят 97 населённых пунктов (1 город, 7 посёлков и 89 деревень).
| №  | Населённый пункт                  | Тип                             | Население | Муниципальное образование муниципального района до 2015 года |
| -- | --------------------------------- | ------------------------------- | --------- | ------------------------------------------------------------ |
| 1  | Аладьино                          | деревня                         | ↗281      | сельское поселение Базаровское                               |
| 2  | Андреевское                       | деревня                         | ↗57       | сельское поселение Знаменское                                |
| 3  | Базарово                          | деревня                         | →49       | сельское поселение Базаровское                               |
| 4  | Барабаново                        | деревня                         | ↗1336     | сельское поселение Базаровское                               |
| 5  | Баскачи                           | деревня                         | ↘3        | сельское поселение Знаменское                                |
| 6  | Батькополье                       | деревня                         | ↗4        | сельское поселение Домнинское                                |
| 7  | Благово                           | деревня                         | ↘10       | сельское поселение Колтовское                                |
| 8  | Богатищево                        | деревня                         | ↗34       | сельское поселение Топкановское                              |
| 9  | Богатищево                        | посёлок                         | ↘1605     | сельское поселение Топкановское                              |
| 10 | Богатищево-Епишино                | деревня                         | ↘4        | сельское поселение Знаменское                                |
| 11 | Большое Ильинское                 | деревня                         | ↘13       | сельское поселение Домнинское                                |
| 12 | Большое Кропотово                 | деревня                         | ↗10       | сельское поселение Знаменское                                |
| 13 | Большое Руново                    | посёлок                         | ↘1310     | сельское поселение Знаменское                                |
| 14 | Бузаково                          | деревня                         | ↘9        | сельское поселение Домнинское                                |
| 15 | Бурцево                           | деревня                         | ↘245      | сельское поселение Домнинское                                |
| 16 | Веревское                         | деревня                         | ↗4        | сельское поселение Домнинское                                |
| 17 | Верзилово                         | деревня                         | ↗33       | сельское поселение Базаровское                               |
| 18 | Воскресенское                     | деревня                         | ↗40       | сельское поселение Знаменское                                |
| 19 | Вослинка                          | деревня                         | ↗18       | сельское поселение Топкановское                              |
| 20 | Гладкое                           | деревня                         | ↘0        | сельское поселение Базаровское                               |
| 21 | Глебово-Змеево                    | деревня                         | ↗3        | сельское поселение Домнинское                                |
| 22 | Глебово-Никольское                | деревня                         | ↗7        | сельское поселение Домнинское                                |
| 23 | Горки                             | деревня                         | ↘61       | городское поселение Кашира                                   |
| 24 | Грабченки                         | деревня                         | ↘80       | городское поселение Ожерелье                                 |
| 25 | Гритчино                          | деревня                         | ↗23       | сельское поселение Домнинское                                |
| 26 | Домнинки                          | деревня                         | ↗109      | сельское поселение Домнинское                                |
| 27 | Дьяково                           | деревня                         | ↗2        | сельское поселение Домнинское                                |
| 28 | Елькино                           | деревня                         | ↘45       | сельское поселение Колтовское                                |
| 29 | Железня                           | деревня                         | ↘1        | сельское поселение Домнинское                                |
| 30 | Завалье-1                         | деревня                         | ↘25       | сельское поселение Домнинское                                |
| 31 | Завалье-2                         | деревня                         | ↘38       | сельское поселение Домнинское                                |
| 32 | Зендиково                         | посёлок                         | ↘1854     | сельское поселение Базаровское                               |
| 33 | Злобино                           | деревня                         | ↘19       | сельское поселение Базаровское                               |
| 34 | Знаменское                        | деревня                         | ↘8        | сельское поселение Знаменское                                |
| 35 | Зубово                            | деревня                         | ↘48       | сельское поселение Домнинское                                |
| 36 | Каменка                           | деревня                         | ↘663      | сельское поселение Домнинское                                |
| 37 | Кашира                            | город                           | ↘44 551   | городское поселение Кашира                                   |
| 38 | Кипелово                          | деревня                         | ↗8        | сельское поселение Домнинское                                |
| 39 | Кишкино                           | деревня                         | →8        | сельское поселение Домнинское                                |
| 40 | Клубня                            | деревня                         | ↗5        | сельское поселение Домнинское                                |
| 41 | Козлянино                         | деревня                         | ↗7        | сельское поселение Домнинское                                |
| 42 | Козьяково                         | деревня                         | ↗9        | сельское поселение Топкановское                              |
| 43 | Кокино                            | деревня                         | ↗936      | сельское поселение Базаровское                               |
| 44 | Колмна                            | деревня                         | ↘30       | сельское поселение Топкановское                              |
| 45 | Колтово                           | деревня                         | ↗212      | сельское поселение Колтовское                                |
| 46 | Кореньково                        | деревня                         | →3        | сельское поселение Знаменское                                |
| 47 | Коростылево                       | деревня                         | ↗8        | сельское поселение Домнинское                                |
| 48 | Корыстово                         | деревня                         | ↗518      | сельское поселение Колтовское                                |
| 49 | Корытня                           | деревня                         | ↘40       | сельское поселение Домнинское                                |
| 50 | Лазаревка                         | деревня                         | ↗9        | сельское поселение Знаменское                                |
| 51 | Ледово                            | посёлок                         | ↘881      | сельское поселение Домнинское                                |
| 52 | Лёдово                            | деревня                         | ↘18       | сельское поселение Колтовское                                |
| 53 | Ледовские Выселки                 | деревня                         | ↘1        | сельское поселение Колтовское                                |
| 54 | Лиды                              | деревня                         | ↘322      | сельское поселение Колтовское                                |
| 55 | Макарово                          | деревня                         | ↗17       | сельское поселение Домнинское                                |
| 56 | Малеево                           | деревня                         | ↗9        | сельское поселение Колтовское                                |
| 57 | Малое Ильинское                   | деревня                         | ↘9        | сельское поселение Домнинское                                |
| 58 | Маслово                           | деревня                         | ↘146      | сельское поселение Топкановское                              |
| 59 | Маслово                           | посёлок                         | ↗167      | сельское поселение Топкановское                              |
| 60 | Наумовское                        | деревня                         | →2        | сельское поселение Базаровское                               |
| 61 | Никулино                          | деревня                         | ↘532      | сельское поселение Домнинское                                |
| 62 | Новосёлки                         | посёлок                         | ↗1470     | сельское поселение Знаменское                                |
| 63 | Ожерельевского плодолесопитомника | посёлок                         | ↘205      | городское поселение Ожерелье                                 |
| 64 | Острога                           | деревня                         | ↘21       | сельское поселение Топкановское                              |
| 65 | Пенье                             | деревня                         | ↘12       | городское поселение Ожерелье                                 |
| 66 | Полудьяково                       | деревня                         | ↗18       | сельское поселение Домнинское                                |
| 67 | Понизье                           | деревня                         | ↗69       | сельское поселение Домнинское                                |
| 68 | Пурлово                           | деревня                         | ↘46       | сельское поселение Домнинское                                |
| 69 | Пчеловодное                       | деревня                         | ↗79       | сельское поселение Домнинское                                |
| 70 | Пчеловодное                       | посёлок железнодорожной станции | ↗59       | сельское поселение Домнинское                                |
| 71 | Пятница                           | деревня                         | ↗249      | сельское поселение Базаровское                               |
| 72 | Растовцы                          | деревня                         | ↘20       | сельское поселение Топкановское                              |
| 73 | Рождествено                       | деревня                         | ↘26       | сельское поселение Домнинское                                |
| 74 | Романовка                         | деревня                         | ↗46       | сельское поселение Топкановское                              |
| 75 | Романовское                       | деревня                         | ↗36       | сельское поселение Базаровское                               |
| 76 | Руднево                           | деревня                         | ↘20       | сельское поселение Базаровское                               |
| 77 | Семенково                         | деревня                         | ↘1        | сельское поселение Базаровское                               |
| 78 | Семенково                         | село                            | ↗11       | сельское поселение Колтовское                                |
| 79 | Смирновка                         | деревня                         | ↗6        | сельское поселение Знаменское                                |
| 80 | Сорокино                          | деревня                         | ↘79       | городское поселение Кашира                                   |
| 81 | Срезнево                          | деревня                         | ↗10       | сельское поселение Топкановское                              |
| 82 | Стародуб                          | деревня                         | ↘9        | сельское поселение Колтовское                                |
| 83 | Суханово                          | деревня                         | ↘2        | сельское поселение Базаровское                               |
| 84 | Тарасково                         | деревня                         | ↗1755     | сельское поселение Колтовское                                |
| 85 | Терново-1                         | деревня                         | ↘22       | городское поселение Кашира                                   |
| 86 | Терново-2                         | деревня                         | ↗128      | городское поселение Кашира                                   |
| 87 | Тимирязево                        | деревня                         | →4        | сельское поселение Базаровское                               |
| 88 | Токарево                          | деревня                         | ↗16       | сельское поселение Домнинское                                |
| 89 | Топканово                         | деревня                         | ↘934      | сельское поселение Топкановское                              |
| 90 | Топтыково                         | деревня                         | ↘5        | сельское поселение Домнинское                                |
| 91 | Труфаново                         | деревня                         | ↘191      | сельское поселение Домнинское                                |
| 92 | Умрышенка                         | деревня                         | ↘0        | сельское поселение Колтовское                                |
| 93 | Хворостянка                       | деревня                         | ↘6        | сельское поселение Знаменское                                |
| 94 | Хитровка                          | деревня                         | ↗79       | городское поселение Кашира                                   |
| 95 | Ягодня                            | деревня                         | ↗60       | сельское поселение Базаровское                               |
| 96 | Якимовское                        | деревня                         | ↘4        | сельское поселение Домнинское                                |
| 97 | Яковское                          | деревня                         | ↘284      | сельское поселение Домнинское                                |

До 2015 года в Каширский район входило 98 населённых пунктов, в том числе 2 города (Кашира и Ожерелье), 7 посёлков и 89 деревень. В 2015 году город Ожерелье был упразднён и включён в черту города Кашира.

## Общая карта
Легенда карты:
|  | Более 40 000 жителей  |
|  | 10 000—20 000 жителей |
|  | 1000—3000 жителей     |
|  | 500—1000 жителей      |
|  | Менее 500 жителей     |

## Экономика
Самым крупным предприятием городского округа является Каширская ГРЭС.

## Органы власти местного самоуправления городского округа
Структуру органов местного самоуправления городского округа Кашира составляют:
Совет депутатов городского округа Кашира,
Главы городского округа Кашира:
- Ханин Николай Александрович (с 16.02.2022 г. по июль 2023 г.)
- Волков Дмитрий Владимирович (с апреля 2020 г. по ноябрь 2021 г.)
- Спасский Алексей Петрович (с мая 2016 г. по январь 2020 г.)
- Бобров Дмитрий Викторович

Администрация городского округа Кашира,
Главы администрации
- Спасский Алексей Петрович
- и. о. Демихов Вадим Юрьевич

## Территориальные отделы городского округа
Структурными подразделениями администрации городского округа являются 7 территориальных отделов:
- Территориальный отдел по городу Кашира. 142903, г. Кашира, ул. Ленина, 2.
- Территориальный отдел Ожерельевский. 142921, г. Ожерелье, ул. Пионерская, 17.
- Территориальный отдел Базаровский. 142918, п. Зендиково, ул. Банная, 6А.
- Территориальный отдел Домнинский. 142925, д. Каменка, ул. Центральная, 9.
- Территориальный отдел Знаменский. 142941, п. Новоселки, ул. Центральная, 12.
- Территориальный отдел Колтовский. 142913, д. Тарасково, ул. Комсомольская, 24.
- Территориальный отдел Топкановский. 142930, п. Богатищево, ул. Новая, 10.

## Достопримечательности
Православные храмы:
- Церковь Преображения Господня (Бесово)
- Церковь Вознесения Господня (Большое Руново)
- Церковь Рождества Пресвятой Богородицы (Завалье 1-е)
- Церковь Спаса Преображения (Стародуб)
- Церковь Архангела Михаила (Злобино)
- Церковь Казанской иконы Божией Матери (Растовцы)
- Церковь Казанской иконы Божией Матери (Тарасково)